# Flik-Flak (sportclub)

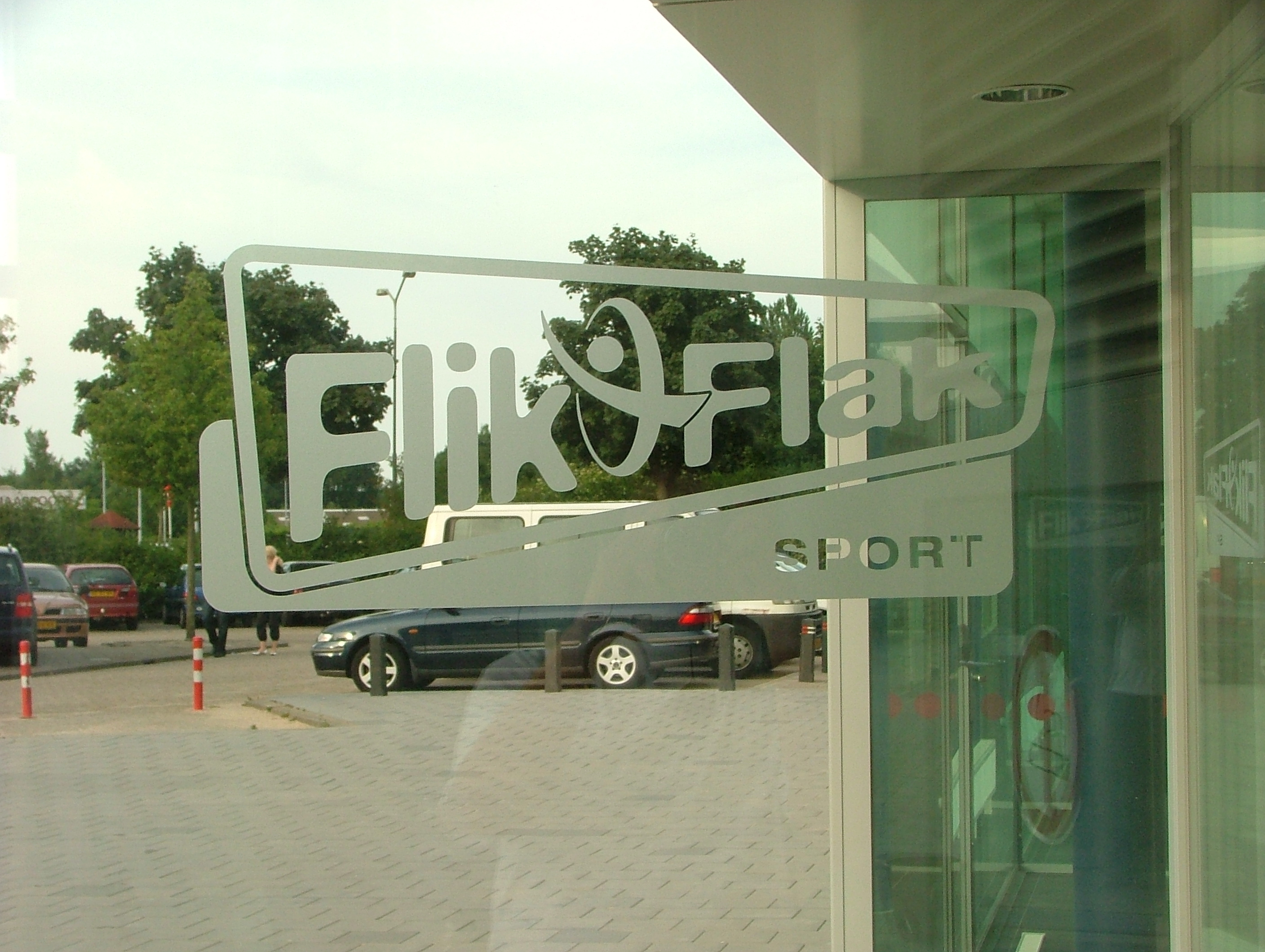
Deur met logo van Flik-Flak.

Flik-Flak is een sportclub in 's-Hertogenbosch. De club is genoemd naar het gymnastische element flikflak, een ruglingse overslagbeweging die in verschillende gymnastische disciplines kan worden geturnd.

## Structuur
Flik-Flak is gevestigd in 's-Hertogenbosch. Met bijna 2000 leerlingen is het de grootste binnensportclub van Brabant. Naast turnen biedt de vereniging ook gymnastiek, trampolinespringen, acrogym en streetdance. De bekendste sporters zijn de turners Jeffrey Wammes en Yuri van Gelder.

## Geschiedenis
Flik-Flak is opgericht op 27 maart 1995. De sportclub heeft lang gestreden voor een grotere sporthal die nodig was om de ontwikkeling van de sport in zowel breedte als topsport te kunnen verwezenlijken. De voormalige gemeente Rosmalen had de plaatselijke turnvereniging OJC Rosmalen een nieuwe hal beloofd. Door de fusie van de gemeente 's-Hertogenbosch met de gemeente Rosmalen in 1996 moest de nieuwe fusie-gemeenteraad van 's-Hertogenbosch een beslissing nemen.
In eerste instantie zou OJC Rosmalen de nieuwe hal krijgen. De gemeenteraad vond dat de belofte van de toenmalige gemeente Rosmalen gerespecteerd moest worden. Doordat deze vereniging een stuk kleiner is en minder noodzaak had, werd er een nieuwe procedure gestart. Deze procedure was ook gestart op aandringen van verschillende politieke partijen en inwoners van de gemeente. Bij het nieuwe besluit werd besloten dat de noodzaak bij Flik-Flak het grootst was. De club met, op dat moment, ruim 1600 leerlingen, kreeg daarom een subsidie van 3,9 miljoen euro. Voor het veel kleinere OJC (200 leerlingen) werd een bedrag van 700.000 euro gereserveerd voor een eigen turnzaal.

## Nieuwe sporthal
Vanaf januari 2008 is de club gevestigd in een nieuwe sporthal met bijna 10.000 vierkante meter vloeroppervlakte, die gebouwd is naast Maaspoort Sports en Events in 's-Hertogenbosch. De accommodatie is met 9.741 m2 en vier verdiepingen hoog de grootste gymnastische hal ter wereld en omvat onder meer een topsporthal voor Turnen Heren, een topsporthal voor Turnen Dames, een recreatieve turnhal, een topsport springhal, twee dansstudio's, een theaterspelzaal met tribune, een schermzaal en een dojo. Verder herbergt het gebouw de Sportacademie van het Koning Willem I College, een buitenschoolse opvang en het Sport Medisch Innovatie Centrum (SMIC).

## Speciale activiteiten
Flik-Flak gaf acte de présence tijdens het bezoek van Koningin Beatrix op Koninginnedag 2007 te 's-Hertogenbosch. Er waren turners te zien zijn op een vijftien meter lang luchtkussen, de dansafdeling gaf demonstraties op de Markt en daarnaast werd de samenwerking met TNO toegelicht: TNO gaat samen met Flik-Flak en andere partijen werken aan technologische vernieuwing in de turnsport.
De nieuwe Flik-Flak-accommodatie heeft daarvoor een volledig ingericht Fieldlab waar sporters, toestellen en materialen onderzocht zullen worden met behulp van sensoren, metingen, computerprogramma's en video-opnames.
Sinds 2009 worden er in de Flik-Flak-hal ook kampen georganiseerd voor collegaclubs uit binnen- en buitenland. Dit betreft veelal drie- of vijfdaagse stages die de mogelijkheid bieden om met de eigen trainers gebruik te maken van de Flik-Flak-hal.